# Conservatori Professional de Música de Torrent
El Conservatori Professional de Música de Torrent, també conegut com a CPMT o Conservatori de Torrent, és el conservatori de música de la ciutat de Torrent. El CPMT és un conservatori depenent de la Conselleria d'Educació.

## Història
El Conservatori Professional de Música de Torrent es va fundar el 30 d'octubre de 1972 amb el nom d'Instituto Musical de Torrent, llavor de l'actual conservatori que va nàixer gràcies a la iniciativa de persones com Vicent Galbis, Amparo Fandos i Vicent Miquel.
L'evolució del centre reflecteix l'evolució general dels ensenyaments de música del país:
- En 1978 l'Institut Musical de Torrent passà a ser un centre reconegut adscrit al Conservatori Superior de Música de València, autoritzant així l'ampliació en l'oferta d'especialitats.
- En 1986 el Govern Autonòmic Valencià creà la xarxa de Conservatoris de la Conselleria d'Educació, incloent en ella al ja anomenat Conservatori Elemental de Música de Torrent.
- Al començament dels anys 90, amb la promulgació de la LOGSE i el seu desenvolupament posterior, es converteix en el Conservatori Professional de Música de Torrent.
El 19 de febrer de 2003 es va inaugurar la nova seu del centre, al carrer Mestre Joan Roig Soler, 4.
En 2004 es va crear el projecte Tots músics, tots diferents per a integrar dins els ensenyaments musicals reglats a alumnes amb necessitats educatives especials. Aquest projecte ha fet mereixedor al conservatori de tota una sèrie de premis i guardons a nivell local, autonòmic i nacional.